# Maya Massafera
Maya Mazzafera e Silva, mais conhecida como Maya Massafera (nascida e anteriormente conhecida como Matheus Mazzafera; Pouso Alegre, 18 de setembro de 1980), é uma produtora de moda, apresentadora de televisão e youtuber brasileira.

## Carreira
Em 2002, após se formar em moda na Itália, se tornou produtora da moda, passando a trabalhar em diversas revistas – como Vogue, Marie Claire e Stylist – e editoriais de grandes grifes tanto no Brasil, quanto internacionalmente, montando o visual para modelos em diversos países como Bolívia, Nigéria, Burundi e Venezuela. Durante este tempo, Maya trabalhou com renomados nomes do universo fashion, incluindo Gisele Bündchen, Maria da Gloria Fontes, Ana Hickmann, Alessandra Ambrósio, Izabel Goulart e Ana Beatriz Barros. Em 2011, após nove anos dedicados aos bastidores da moda, passou a ser conhecida do grande público quando se tornou repórter do quadro Na Moita, do programa Superpop, na Rede TV!. Em 2012, assinou contrato com a RecordTV e fez parte do quadro de jurados da versão brasileira do reality show America's Next Top Model, sob o nome de Top Model, o Reality, comandado por Ana Hickmann e Ticiane Pinheiro. Paralelamente, se tornou repórter do Programa da Tarde.
Em 2013, assinou com a Rede Bandeirantes para integrar a equipe do programa Claquete, apresentado por Otávio Mesquita, porém que veio a acabar naquele ano. Em 2014, se tornou repórter do Pânico na Band. Em 2015, estrelou pela primeira vez seu próprio programa, o Chega Mais, na RedeTV!, ao lado de Renata Kuerten, onde realizavam entrevistas com diversas celebridades. Em 2016, estreou seu próprio canal no YouTube, o Hottel Mazzafera. Em 2018, Maya se tornou repórter do Vídeo Show, na Rede Globo, ao lado dos humoristas Carioca e Maurício Meirelles. Em 2020, passou a apresentar o reality show De Férias Com o Ex Brasil, na MTV.

## Vida pessoal

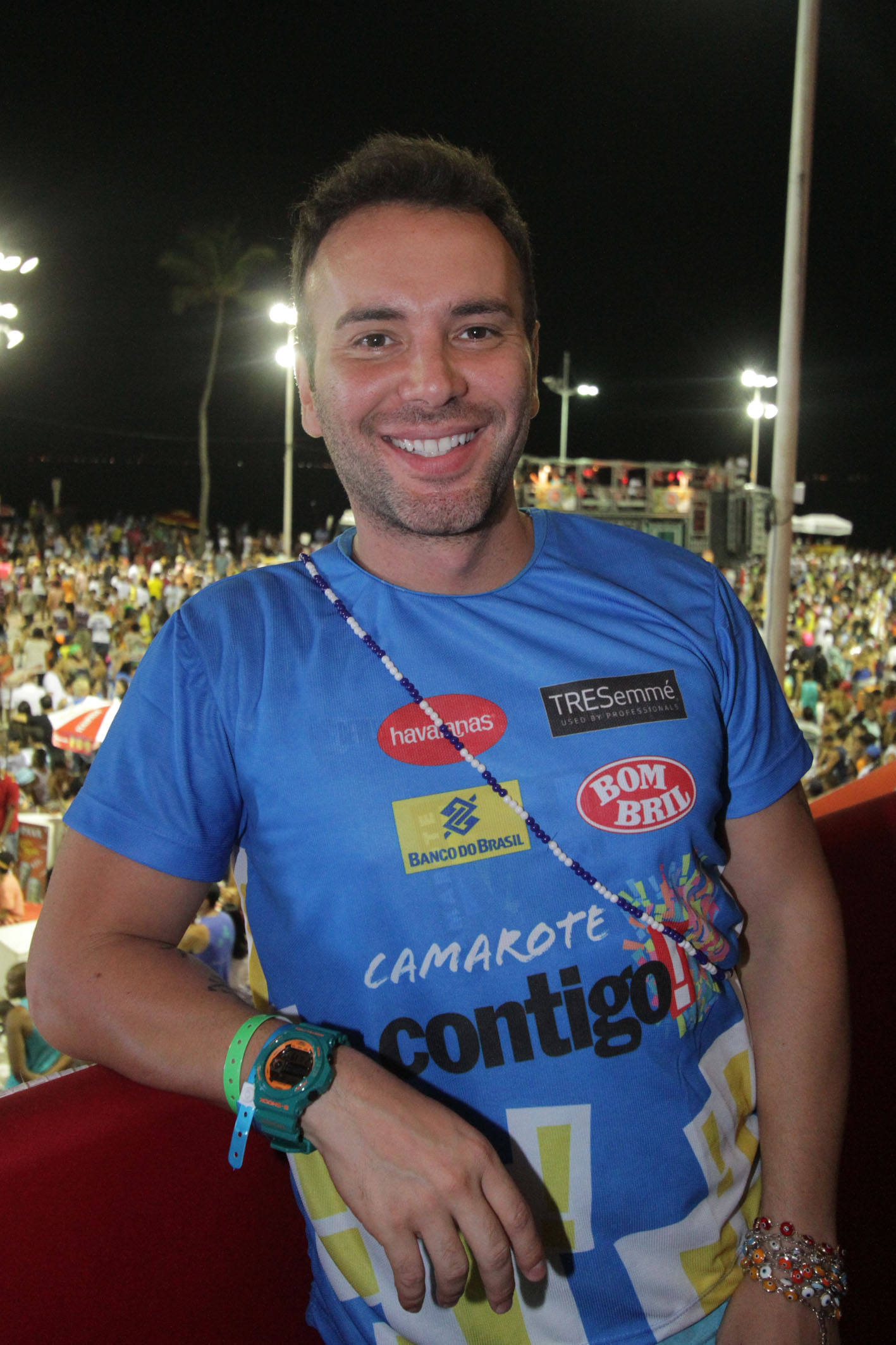
Massafera em 2014

Maya nasceu e cresceu no município de Pouso Alegre, no interior de Minas Gerais. É filha de empresários do ramo de transportes rodoviários, tendo se mudado para São Paulo após ficar maior de idade, onde vive até hoje. Em 2012, tornou pública sua homossexualidade à revista Quem. Na entrevista, declarou que, em sua infância, o padre do colégio católico onde estudava praticava bullying contra ela, dizendo que ela era delicada nos gestos e na fala. Na adolescência, era repreendida em sua própria casa pelos pais, bastantes ligados à religião, e que por não aceitarem sua homossexualidade, optaram por matriculá-la fora do país. Maya finalizou os estudos em uma escola de ensino secundário de Nova Iorque.[carece de fontes?]
Revelou ser prima distante da atriz Grazi Massafera, após a descoberta de que ambas possuem um bisavô em comum.
Em abril de 2024, Maya compartilhou que havia dado início ao processo de transição de gênero, e que já havia realizado cirurgias e procedimentos estéticos de feminilização, como a colocação de silicone e de procedimentos na voz. No mês seguinte, compartilhou sua nova certidão de nascimento já com o nome Maya e com o sexo feminino. Em maio de 2024, fez sua primeira publicação nas redes sociais após a transição de gênero.

## Filmografia

### Televisão
| Ano           | Título                    | Emissora   | Cargo         | Nota                     |
| ------------- | ------------------------- | ---------- | ------------- | ------------------------ |
| 2011          | Superpop                  | RedeTV     | Repórter      | Quadro: "Na Moita"       |
| 2012          | Top Model, o Reality      | RecordTV   | Jurada        |                          |
| 2012–13       | Programa da Tarde         | RecordTV   | Repórter      | Quadro: "Babado Fashion" |
| 2013          | Claquete                  | Band       | Repórter      |                          |
| 2014          | Pânico na Band            | Band       | Repórter      |                          |
| 2015–16       | Chega Mais                | RedeTV     | Apresentadora |                          |
| 2018–19       | Vídeo Show                | Rede Globo | Repórter      |                          |
| 2020–presente | De Férias com o Ex Brasil | MTV        | Apresentadora |                          |

### Internet
| Ano           | Título           | Cargo         | Plataforma |
| ------------- | ---------------- | ------------- | ---------- |
| 2016–presente | Hottel Mazzafera | Apresentadora | YouTube    |